# Вулиця Гетьмана Мазепи (Тернопіль)
Вулиця Гетьмана Івана Мазепи — одна з вулиць мікрорайону «Дружба» у місті Тернопіль. Названа на честь гетьмана України Івана Мазепи. Довжина — близько 400 м.
Розпочинається від перехрестя вулиць Дружби та Чумацької. Пролягає на захід до Майдану Перемоги, закінчується після виходу на нього.

## Історія
Раніше вулиця носила назву Львівська (сучасні вулиці Мазепи + Львівська) і була центральною у селі Загребелля, яке у 1925 році приєднали до Тернополя. Вулиця була частиною Львівського гостинця, який через греблю прямував до в'їзної брами Тернополя.
В радянський період називалась вулицею Перемоги.

## Транспорт
Вулиця Мазепи є однією з найінтенсивніших магістралей масиву «Дружба». На вулиці розташовані дві зупинки громадського транспорту:
- вул. Мазепи (до центру) — автобусні маршрути № 11, 15, 17, 19, 23, 25, 27, 29, 31, 32, 33, 40, 50, тролейбуси № 2, 6
- вул. Мазепи (від центру) — автобусні маршрути № 1, 11, 12, 15, 16, 19, 25, 27, 29, 30, 33, 35, 40, 42, 49, 50, тролейбуси № 2, 3, 5, 6

## Установи та комерція
- Відділення «Приватбанку»
- Відділення «Ощадбанку»
- Відділення банку «Львів»
- Ресторан McDonald's
- Бар-піцерія «Маяк»
- Ресторан «Navi»
- Магазин «Сім23»
- Аптека «Подорожник»
- продуктові магазини та інша комерція